# 부산MBC 별이 빛나는 밤에
부산MBC 별이 빛나는 밤에는 부산MBC 표준FM에서 방송했던 라디오 프로그램이다.

## 역사
1969년 3월 17일에 첫방송을 시작해, 2011년 2월 27일에 잠정적으로 폐지됐다가, 2018년 10월 8일에 다시 부활했으나, 2019년 9월 2일 방송을 마지막으로 "부산MBC 별이 빛나는 밤에"는 완전히 50년만에 폐지되었다.

## 역대 방송시간
| 방송 채널      | 방송 기간                         | 방송 시간                       |
| -------------- | --------------------------------- | ------------------------------- |
| 부산MBC 표준FM | 1969년 3월 17일 ~ 2011년 2월 27일 | 매일 밤 10:05 ~ 밤 12:00        |
| 부산MBC 표준FM | 2018년 10월 8일 ~ 2019년 9월 2일  | 매주 월요일 밤 11:05 ~ 밤 12:00 |